# Großer Feldberg
Großer Feldberg er det højeste bjerg i Taunuskæden i Tyskland med en højde på 878 meter over havet. Bjerget ligger i landkreis Hochtaunuskreis i Hessen. På toppen står et TV- og radiotårn.
Großer Feldberg er en af de mest markante mittelgebirgetoppe i Tyskland, og kan ses helt op til 109 km væk, fra Wasserkuppe i Rhön.